# Unholy
Unholy – utwór brytyjskiego piosenkarza Sama Smitha i niemieckiej piosenkarki Kim Petras wydany 22 września 2022 roku. „Unholy” jest drugim singlem promującym nadchodzący album Gloria. Piosenkę napisali: Sam Smith, Kim Petras, Blake Slatkin, Henry Russell Walter, Ilya Salmanzadeh, Omer Fedi i James Napier.
Utwór otrzymał nominację do nagrody Best Pop Duo/Group Performance na 65. dorocznej ceremonii rozdania nagród Grammy, co dało Smithowi pierwszą nominację od 2015 roku i pierwszą nominację Kim Petras kiedykolwiek.

## Tło
Piosenka została po raz pierwszy zaprezentowana 18 sierpnia 2022 roku w klipie opublikowanym w aplikacji TikTok, w którym Smith ruszą ustami w rytm refrenu, a Petras tańczy w studiu nagraniowym. Utwór stał się viralowy na platformie, przez co tysiące użytkowników zaczęło nagrywać klipy gdzie tańczą do opublikowanego fragmentu utworu.

## Powstanie utworu i historia wydania
Piosenka zawiera chór i hyperpopowe dźwięki. Sam Smith wyjaśniając proces twórczy i znaczenie piosenki stwierdził.

„Unholy” powstało na Jamajce i było jednym z najwspanialszych twórczych momentów, jakie kiedykolwiek przeżyłem jako artysta. [...] To było takie oczyszczające i wyzwalające, aby eksperymentować w ten sposób i pozbyć się zbioru zasad. To był również zaszczyt pracować z Kim i być świadkiem jej błyskotliwości. Ta piosenka jest o wyzwoleniu się ze szponów cudzych tajemnic.

Utwór napisali Sam Smith i Kim Petras. Za produkcję odpowiadali: Smith, Ilya Salmanzadeh, Cirkut, Omer Fedi, Jimmy Napes i Blake Slatkin. Utwór skomponowali: Sam Smith, Kim Petras, Blake Slatkin, Henry Russell Walter, Ilya, Fedi i James Napier.
Singel ukazał się w formacie digital download 22 września 2022 globalnie za pośrednictwem wytwórni płytowych EMI i Capitol Records.

## „Unholy” na listach notowań
„Unholy” dotarło na szczyt UK Singles Chart, oficjalnej listy przebojów rodzimej dla Sama Smitha. Poza Wielką Brytanią utwór znalazł się na szczycie list przebojów w Australii, Austrii, Białorusi, Bułgarii, Grecji, Indiach, Irlandii, Kanadzie, Litwie, Luksemburgu, Macedonii Północnej, Nowej Zelandii, Singapurze, Słowacji, Stanach Zjednoczonych i Turcji. Kompozycja stała się pierwszą z dyskografii Sama Smitha oraz Kim Petras, która osiągnęła pierwsze miejsce w Stanach Zjednoczonych. Piosenka dotarła także do pierwszej dziesiątki notowań w Belgii (Walonii), Brazylii, Chorwacji, Czech, Danii, Estonii, Filipinach, Francji, Holandii, Indonezji, Islandii, Japonii, Libanie, Łotwie, Malezji, Malcie, Meksyku, Niemczech, Norwegii, Polsce, Południowej Afryce, Portugalii, Rumunii, Serbii, Szwajcarii, Szwecji, Węgrzech i Zjednoczonych Emiratach Arabskich.

## Teledysk
Do utworu powstał teledysk w reżyserii Florii Sigismondi, który udostępniono 30 września 2022 za pośrednictwem serwisu YouTube.
Przedstawia on kobietę uczestniczącą w seksualnym kabaretowym show w „The Body Shop” po tym, jak podążyła za wskazówkami dotyczącymi zdrady męża w klubie. Smith pojawia się jako prowadzący w klubie, otoczony przez androgyniczne burleskowe tancerki, do których dołączają Violet Chachki i Gottmik wywodzące się z programu RuPaul’s Drag Race. Petras pojawia się na scenie w lirze w kształcie serca, a następnie tańczy na szczycie rekwizytu samochodowego w stroju przypominającym Madonnę. Erotyczny klip, zainspirowany Mechaniczną pomarańczą i Bobem Fosse’em, zawiera również cameo gwiazdy gejowskich filmów pornograficznych Paddy’ego O’Briana jako klienta.

## Lista utworów
- Digital download[7]

1. „Unholy” – 2:36

- Digital download (Wersje alternatywne)

1. „Unholy” (Instrumental) – 2:37
2. „Unholy” (Live Version) – 2:38
3. „Unholy” (Disclosure Remix) – 3:54
4. „Unholy” (Acraze Remix) – 2:56
5. „Unholy” (Orchestral Version) – 2:46
6. „Unholy” (Dxrk ダーク Remix) – 2:09
7. „Unholy” (Nova Twins Remix) – 2:58
8. „Unholy” (David Guetta Acid Remix) – 2:50
9. „Unholy” (Sped Up Remix) – 2:16

## Notowania
| Kraj                         | Notowanie (2022–23)              | Najwyższa pozycja |
| ---------------------------- | -------------------------------- | ----------------- |
| Argentyna                    | Billboard Argentina Hot 100      | 69                |
| Australia                    | ARIA Charts                      | 1                 |
| Austria                      | Ö3 Austria Top 40                | 1                 |
| Białoruś                     | Tophit Radio Hits                | 29                |
| Belgia                       | Ultratop 50 Singles (Flandria)   | 6                 |
| Belgia                       | Ultratop 50 Singles (Walonia)    | 1                 |
| Brazylia                     | Billboard Brazil Songs           | 7                 |
| Bułgaria                     | Prophon                          | 1                 |
| Chorwacja                    | Billboard Croatia Songs          | 4                 |
| Chorwacja                    | HRT                              | 2                 |
| Czechy                       | Singles Digitál Top 100          | 2                 |
| Dania                        | Track Top-40                     | 3                 |
| Estonia                      | Tophit Radio Hits                | 5                 |
| Filipiny                     | Billboard Philippines Songs      | 5                 |
| Finlandia                    | Suomen virallinen lista          | 3                 |
| Francja                      | SNEP Top Singles                 | 5                 |
| Grecja                       | IFPI Greece International        | 1                 |
| Hiszpania                    | Promusicae                       | 35                |
| Holandia                     | Dutch Top 40                     | 2                 |
| Holandia                     | Single Top 100                   | 1                 |
| Indie                        | IMI International Top 20         | 1                 |
| Indonezja                    | Billboard Indonesia Songs        | 10                |
| Irlandia                     | Top 50 Singles                   | 1                 |
| Islandia                     | Tónlistinn                       | 2                 |
| Japonia                      | Billboard Japan Hot Overseas     | 5                 |
| Kanada                       | Billboard Canadian Hot 100       | 1                 |
| Kanada                       | Billboard CHR/Top 40             | 2                 |
| Kanada                       | Billboard Hot AC                 | 3                 |
| Korea Południowa             | Circle Chart                     | 20                |
| Kostaryka                    | FONOTICA                         | 12                |
| Liban                        | Lebanese Top 20                  | 2                 |
| Litwa                        | Singlų Top 100                   | 1                 |
| Litwa                        | Tophit Radio Hits                | 1                 |
| Luksemburg                   | Billboard Luxembourg Songs       | 1                 |
| Łotwa                        | LaIPA                            | 2                 |
| Łotwa                        | LaIPA Airplay                    | 15                |
| Macedonia Północna           | Radiomonitor                     | 1                 |
| Malezja                      | Billboard Malaysia Songs         | 3                 |
| Malezja                      | RIM Malaysia International       | 1                 |
| Malta                        | Radiomonitor                     | 3                 |
| Meksyk                       | Radiomonitor                     | 6                 |
| MENA                         | The Official MENA Chart          | 6                 |
| Mołdawia                     | Tophit Radio Hits                | 3                 |
| Niemcy                       | Offizielle Deutsche Chart        | 2                 |
| Nigeria                      | TurnTable Top 100                | 29                |
| Norwegia                     | VG-lista                         | 2                 |
| Nowa Zelandia                | NZ Top 40 Singles Chart          | 1                 |
| Polska                       | AirPlay – Top                    | 8                 |
| Polska                       | AirPlay – Nowości                | 5                 |
| Polska                       | AirPlay – Największe skoki       | 4                 |
| Polska                       | OLiS – single w streamie         | 7                 |
| Południowa Afryka            | RISA                             | 4                 |
| Portoryko                    | Monitor Latino                   | 20                |
| Portugalia                   | AFP                              | 2                 |
| Rumunia                      | Airplay Top 100                  | 1                 |
| Rumunia                      | Billboard Romanian Songs         | 2                 |
| Rumunia                      | Romania Radio Airplay            | 1                 |
| Rumunia                      | Romania TV Airplay               | 4                 |
| San Marino                   | SMRRTV Top 50                    | 13                |
| Serbia                       | Radiomonitor                     | 7                 |
| Singapur                     | RIAS                             | 1                 |
| Singapur                     | Billboard Singapore Songs        | 1                 |
| Słowacja                     | Rádio – Top 100                  | 12                |
| Słowacja                     | Singles Digitál Top 100          | 1                 |
| Surinam                      | Nationale Top 40                 | 9                 |
| Stany Zjednoczone            | Billboard Hot 100                | 1                 |
| Stany Zjednoczone            | Billboard Adult Contemporary     | 19                |
| Stany Zjednoczone            | Billboard Adult Pop Airprlay     | 1                 |
| Stany Zjednoczone            | Billboard Dance/Mix Show Airplay | 1                 |
| Stany Zjednoczone            | Billboard Pop Airplay            | 1                 |
| Stany Zjednoczone            | Billboard US Rhytmic             | 16                |
| Szwajcaria                   | Singles Top 100                  | 2                 |
| Szwecja                      | Sverigetopplistan                | 4                 |
| Świat                        | Billboard Global 200             | 1                 |
| Turcja                       | Radiomonitor Türkiye             | 1                 |
| Wenezuela                    | Record Report                    | 31                |
| Węgry                        | Rádiós Top 40                    | 2                 |
| Węgry                        | Dance Top 40                     | 14                |
| Węgry                        | Single Top 40                    | 2                 |
| Węgry                        | Stream Top 40                    | 1                 |
| Wielka Brytania              | UK Singles Chart                 | 1                 |
| Wietnam                      | Billboard Vietnam Hot 100        | 19                |
| Włochy                       | FIMI                             | 14                |
| WNP                          | Tophit Radio Hits                | 16                |
| Zjednoczone Emiraty Arabskie | Radiomonitor                     | 4                 |

| Kraj             | Notowanie (2022–23) | Najwyższa pozycja |
| ---------------- | ------------------- | ----------------- |
| Białoruś         | Tophit Radio Hits   | 33                |
| Brazylia         | Pro-Música Brasil   | 8                 |
| Estonia          | Tophit Radio Hits   | 9                 |
| Litwa            | Tophit Radio Hits   | 25                |
| Korea Południowa | Circle Chart        | 21                |
| Mołdawia         | Tophit Radio Hits   | 4                 |
| Rumunia          | Tophit Radio Hits   | 1                 |
| WNP              | Tophit Radio Hits   | 21                |

| Kraj              | Notowanie (2022)               | Najwyższa pozycja |
| ----------------- | ------------------------------ | ----------------- |
| Albania           | The Top List                   | 4                 |
| Australia         | ARIA Charts                    | 19                |
| Austria           | Ö3 Austria Top 40              | 48                |
| Belgia            | Ultratop 50 Singles (Flandria) | 100               |
| Belgia            | Ultratop 50 Singles (Walonia)  | 83                |
| Brazylia          | Pro-Música Brasil              | 151               |
| Dania             | Tracklisten                    | 72                |
| Francja           | SNEP Top Singles               | 128               |
| Holandia          | Dutch Top 40                   | 28                |
| Holandia          | Single Top 100                 | 37                |
| Kanada            | Billboard Canadian Hot 100     | 59                |
| Litwa             | Singlų Top 100                 | 28                |
| Niemcy            | Offizielle Deutsche Chart      | 43                |
| Nowa Zelandia     | NZ Top 50 Singles Chart        | 34                |
| Stany Zjednoczone | Billboard Hot 100              | 98                |
| Szwajcaria        | Singles Top 100                | 38                |
| Szwecja           | Sverigetopplistan              | 85                |
| Świat             | Billboard Global 200           | 98                |
| Węgry             | Single Top 40                  | 22                |
| Węgry             | Stream Top 40                  | 22                |
| Wielka Brytania   | UK Singles Chart               | 31                |

| Kraj              | Notowanie (2023)               | Najwyższa pozycja |
| ----------------- | ------------------------------ | ----------------- |
| Australia         | ARIA Charts                    | 20                |
| Austria           | Ö3 Austria Top 40              | 20                |
| Białoruś          | Tophit Radio Hits              | 53                |
| Belgia            | Ultratop 50 Singles (Flandria) | 80                |
| Belgia            | Ultratop 50 Singles (Walonia)  | 35                |
| Brazylia          | Pro-Música Brasil              | 136               |
| Dania             | Tracklisten                    | 94                |
| Estonia           | Tophit Radio Hits              | 59                |
| Francja           | SNEP Top Singles               | 128               |
| Holandia          | Dutch Top 40                   | 73                |
| Holandia          | Single Top 100                 | 64                |
| Kanada            | Billboard Canadian Hot 100     | 7                 |
| Korea Południowa  | Circle Chart                   | 84                |
| Litwa             | Tophit Radio Hits              | 64                |
| Mołdawia          | Tophit Radio Hits              | 5                 |
| Niemcy            | Offizielle Deutsche Chart      | 27                |
| Nowa Zelandia     | NZ Top 50 Singles Chart        | 21                |
| Polska            | AirPlay – Top                  | 89                |
| Polska            | OLiS – single w streamie       | 52                |
| Rumunia           | Tophit Radio Hits              | 10                |
| Stany Zjednoczone | Billboard Hot 100              | 11                |
| Stany Zjednoczone | Billboard Adult Pop Airprlay   | 5                 |
| Stany Zjednoczone | Billboard Pop Airplay          | 7                 |
| Szwajcaria        | Singles Top 100                | 29                |
| Świat             | Billboard Global 200           | 7                 |
| Świat             | IFPI Global Singles            | 16                |
| Węgry             | Dance Top 40                   | 51                |
| Węgry             | Rádiós Top 40                  | 32                |
| Wielka Brytania   | UK Singles Chart               | 34                |
| WNP               | Tophit Radio Hits              | 74                |

## Certyfikat
| Kraj                     | Certyfikat          | Sprzedaż       |
| ------------------------ | ------------------- | -------------- |
| Ameryka Centralna (CFC)  | platynowa płyta     | 7 000 000+     |
| Australia (ARIA)         | 7× platynowa płyta  | 490 000+       |
| Austria (IFPI)           | 2× platynowa płyta  | 60 000+        |
| Belgia (BEA)             | 2× platynowa płyta  | 80 000+        |
| Brazylia (PMB)           | 2× diamentowa płyta | 320 000+       |
| Dania (IFPI Danmark)     | platynowa płyta     | 90 000+        |
| Finlandia (IFPI)         | złota płyta         | 20 000+        |
| Francja (SNEP)           | diamentowa płyta    | 333 333+       |
| Grecja (IFPI)            | 3× platynowa płyta  | 6 000 000+     |
| Hiszpania (Promusicae)   | platynowa płyta     | 30 000+        |
| Niemcy (BVMI)            | platynowa płyta     | 400 000+       |
| Nowa Zelandia (GLF)      | 2× platynowa płyta  | 60 000+        |
| Polska (ZPAV)            | diamentowa płyta    | 250 000+       |
| Portugalia (AFP)         | 3× platynowa płyta  | 30 000+        |
| Stany Zjednoczone (RIAA) | 2× platynowa płyta  | 2 000 000+     |
| Szwajcaria (IFPI)        | 2× platynowa płyta  | 40 000+        |
| Szwecja (GLF)            | platynowa płyta     | 8 000 000+     |
| Świat (IFPI)             | n.d.                | 1 170 000 000+ |
| Wielka Brytania (BPI)    | 2× platynowa płyta  | 1 2000 000+    |
| Włochy (FIMI)            | 2× platynowa płyta  | 200 000+       |